# Willy Wullich
Guillermo Eduardo Wullich -más conocido como Willy Wullich- (Buenos Aires, 30 de enero de 1944 - Mar del Plata, 30 de agosto de 2010) fue un actor, productor y director argentino.
Desarrolló su carrera en cine y televisión, aunque se destacó más en teatro.

## Biografía
Hermano de Martin Wullich, comenzó su vínculo con el teatro en los 60. Tras ingresar al taller de Agustín Alezzo, lo abandonó al poco tiempo al descubrir que su verdadera vocación estaba en la producción y promoción teatral.
Fue amigo de José María Vilches, con quien trabajó en algunas ocasiones y a quien acompañó en el accidente que causó su muerte, el 16 de octubre de 1984. Como resultado Wullich sufrió algunas lesiones por las que recibió tratamiento en Cuba y pudo recuperarse; aunque quedó con secuelas. 
Desde 1997 y hasta el momento de su muerte se desempeñó como director del Teatro Colón de Mar del Plata. 

### Muerte
El 30 de agosto de 2010 a las 21:40 (HOA) falleció en la Clínica 25 de mayo en Mar del Plata como consecuencia de un paro cardíaco. Fue a raíz de una descompensación que sufrió una hora antes mientras bebía café en el bar La fonte d'oro, situado en la esquina del Teatro Colón, en Hipólito Yrigoyen y San Martín, donde se le practicaron maniobras RCP a las que no respondió.

## Trayectoria

### Cine
- Con gusto a rabia (Fernando Ayala, 1965) - Estudiante

### Televisión
Canal 9
- Cuatro hombres para Eva
- Cuatro mujeres para Adán

Canal 13
- Teleteatro Palmolive del Aire
- El amor tiene cara de mujer

### Teatro
Como actor:
- Dallas, noviembre 22
- El abanico de Carlos Goldoni

Como productor:
- Entreteniendo al señor Sloane, con la actuación de Tato Pablowsky y la dirección de Alberto Ure.
- El Bululú, A las mil maravillas y Donde madura el limonero, los unipersonales de José María Vilches
- Final de partida, con Alfredo Alcón.
- Yepeto, con Ulises Dumont y Darío Grandinetti.
- Solo cuando me río, con María Rosa Gallo.
- Eva y Victoria, con China Zorrilla y Luisina Brando.
- Los mosqueteros, con Miguel Ángel Solá y Juan Leyrado.
- El último de los amantes ardientes, con Oscar Martínez.
- Cincuenta años con la canción, con Lolita Torres
- Gotán, con Raúl Lavié y Susana Rinaldi.

## Reconocimientos
- En 2010 fue reconocido por su trayectoria en el concejo deliberante de Mar del Plata
- En 2011 la intersección de Hipólito Yrigoyen y San Martín, en Mar del Plata, fue bautizada con su nombre[2]
- En 2019 la Secretaría de Cultura de Mar del Plata emplazó una estatua en su honor en el hall del Teatro Colón [3]